# Agis (gastrònom)
Agis (en llatí Agis, en grec Ἄγις) fou un escriptor grec que és esmentat per Ateneu con l'autor d'una obra sobre l'art de la cuina, anomenada ὀψαρτυτικά.